# چوب‌زرد نیوزیلندی
چوب‌زرد نیوزیلندی (نام علمی: Coprosma linariifolia) نام یک گونه از تیره روناسیان است.